# نرامان نقاره‌کوب
نرامان نقاره‌کوب، روستایی از توابع دهستان سراب قلعه شاهین بخش قلعه شاهین شهرستان سرپل ذهاب در استان کرمانشاه ایران است.

## جمعیت
این روستا در دهستان سراب قلعه شاهین قرار دارد و براساس سرشماری مرکز آمار ایران در سال ۱۳۸۵، جمعیت آن ۵۸۲ نفر (۱۲۶خانوار) بوده‌است.